# Camp Bastion

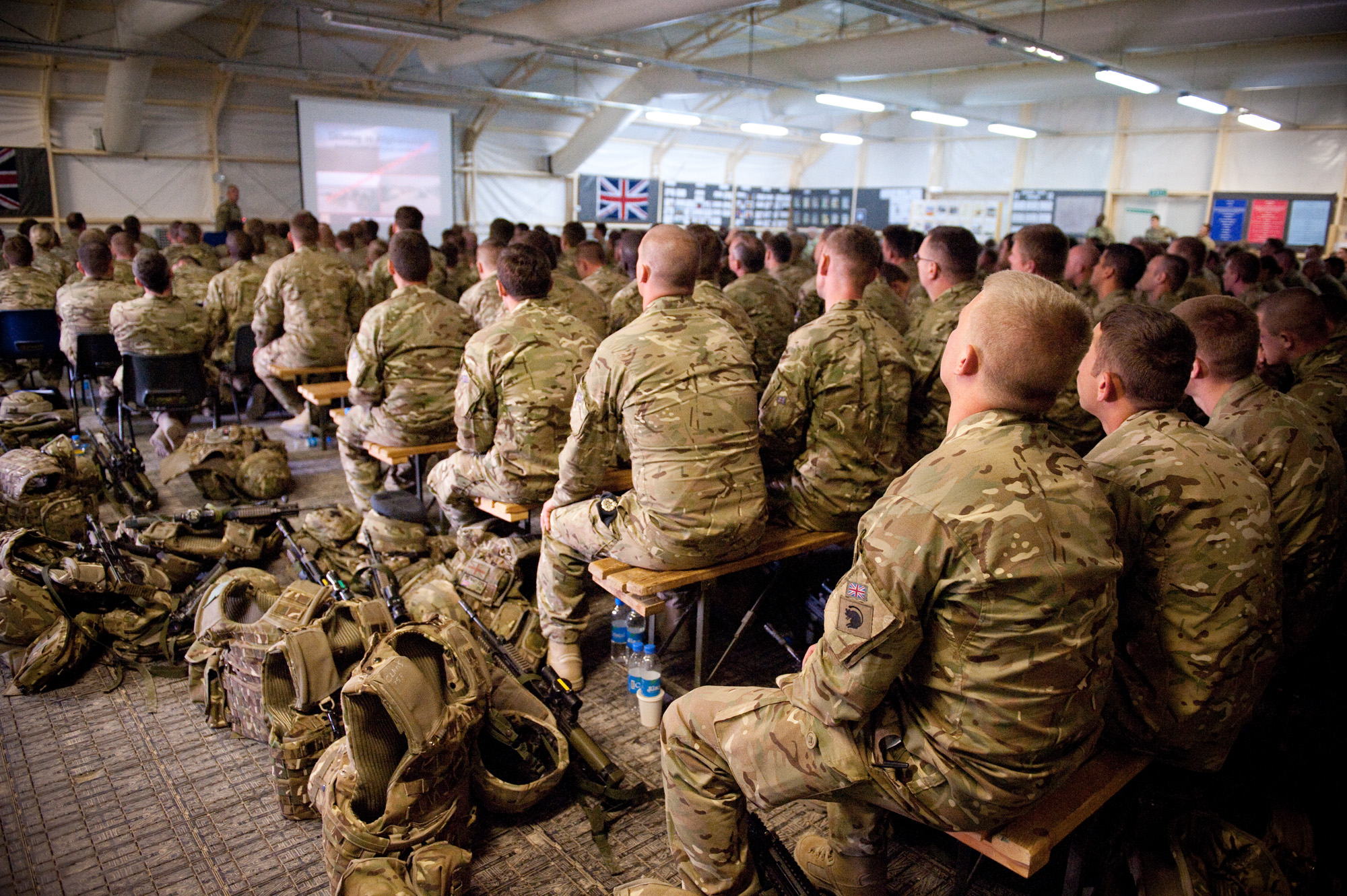
Camp Bastion, 2012

Camp Bastion was de belangrijkste Britse militaire basis in Afghanistan tijdens de oorlog in Afghanistan. De basis werd in 2005-2006 gebouwd ten noordwesten van Lashkar Gah, de hoofdstad van de provincie Helmand, en was de grootste Britse overzeese basis sinds de Tweede Wereldoorlog. Het had een landingsbaan, een veldhospitaal en accommodatie voor 2000 man.
Na het Britse vertrek uit Helmand in oktober 2014 werd de basis overgedragen aan het Afghaans nationaal leger en omgedoopt tot Camp Shorabak. Grote delen van de basis raakten vervolgens in ongebruik en verval en in 2018 waren alleen de ringweg, de wachttorens en het merendeel van Bastion I nog onderhouden. Camp Shorabak viel bij het Talibanoffensief in juli-augustus 2021 in handen van de Taliban.